# Antonio Amendola
Antonio Amendola (San Lucido, 1931) è un regista e attore italiano.

## Biografia
Antonio Amendola a volte accreditato Tony Amendola ha iniziato a recitare in giovane età; è stato uno degli adolescenti in Sciuscià (1946) successivamente è apparso in numerosi film fino alla fine del decennio successivo
Nel 1959 dirige il suo primo lungometraggio con lo pseudonimo Tony Hepburn Le donne ci tengono assai. Nel 1961 scrive e dirige il film Le ambiziose.
Nella stagione 1983/84 ha prodotto due film.

## Filmografia

### Regia
- Le donne ci tengono assai (1959)
- Le ambiziose (1961)

### Attore
- Sciuscià, regia di Vittorio De Sica (1946)
- Domani è troppo tardi, regia di Léonide Moguy (1950)
- Le meravigliose avventure di Guerrin Meschino, regia di Pietro Francisci (1952)
- Non ho paura di vivere, regia di Fabrizio Taglioni (1952)
- È arrivato l'accordatore, regia di Duilio Coletti (1952)
- Bellezze in moto-scooter, regia di Carlo Campogalliani (1952)
- Il prezzo dell'onore, regia di  Ferdinando Baldi (1953)
- La domenica della buona gente, regia di  Anton Giulio Majano (1953)
- Attila, regia di Pietro Francisci (1954)
- Storia di una minorenne, regia di Piero Costa (1956)
- Due sosia in allegria, regia di Ignazio Ferronetti (1956)
- Orlando e i Paladini di Francia, regia di Pietro Francisci (1956)
- Il bacio del sole (Don Vesuvio), regia di Siro Marcellini (1958)
- Le donne ci tengono assai (1959)